# Мухачёв, Аркадий Васильевич
Аркадий Васильевич Мухачёв (14 августа 1910, Кысынды, Уфимская губерния — 21 декабря 1958, Кысынды, Башкирская АССР) — полный кавалер Ордена Славы, старшина стрелкового батальона 172-го гвардейского стрелкового полка, гвардии старшина.

## Биография
Аркадий Васильевич Мухачёв родился 14 августа 1910 года в селе Кысынды Стерлитамакского уезда Уфимской губернии в семье крестьянина. Русский. Член КПСС с 1944 года. До войны окончил 7 классов и трудился в колхозе. В РККА — с 1941 года. На фронте — с июля 1942 года.
Помощник командира взвода 172-го гвардейского стрелкового полка (57-я гвардейская стрелковая дивизия, 8-я гвардейская армия) гвардии старшина Мухачёв А. В. с 10 по 13 мая 1944 года, в наступательных боях севернее города Овидиополь (Украина), при отражении многочисленных контратак противника, огнём из автомата поразил 26 гитлеровцев. 20 мая 1944 года награждён Орденом Славы 3-й степени.
Командир взвода снабжения гвардии старшина Мухачёв А. В. 1 августа 1944 года в районе города Магнушев, под огнём противника, переправил на левый берег реки Висла штурмовую группу, боеприпасы и продовольствие. 26 сентября 1944 года награждён Орденом Славы 2-й степени.
Старшина стрелкового батальона гвардии старшина Мухачёв А. В. 3 февраля 1945 года, в районе населенного пункта Гёритц (Германия) заменил выбывшего из строя командиpa стрелкового взвода и личным примером увлёк в атаку бойцов. Будучи раненным, поля боя не покинул, из пулемёта уничтожил свыше 10 солдат. 24 марта 1945 года награждён Орденом Славы 1-й степени. .
В 1946 году Аркадий Васильевич Мухачёв демобилизован. Вернулся в родное село. Работал председателем Кысындинского сельского Совета.

Аркадий Васильевич Мухачёв умер 21 декабря 1958 года.

## Награды
- Орден Славы I степени (№ 1745)[2].
- Орден Славы II степени (№ 5443)[3].
- Орден Славы III степени (№ 44791)[4].
- Медаль «За отвагу»[5].
- Медаль «За победу над Германией в Великой Отечественной войне 1941—1945 гг.»[6].
- Медали СССР.